# الصيرات (جبلة)

تعديل مصدري - تعديل

الصيرات هي إحدى قرى عزلة المكتب بمديرية جبلة التابعة لمحافظة إب، بلغ تعداد سكانها 340 نسمة حسب تعداد اليمن لعام 2004.